# Aisha Syed
Aisha Syed Castro (Santiago, 15 de septiembre de 1989) es una violinista dominicana y miembro de la orquesta escolar Yehudi Menuhin.

## Biografía
Aisha nació en Santiago, República Dominicana, hija de Saifuddin Syed, descendiente pakistaní y Carolina Castro. Es la segunda de cuatro hijos. Tiene tres hermanos: una hermana, Sabah, y dos hermanos, Kabir y Kareem.
Empezó a estudiar violín y flauta cuando  tenía cuatro años en el Hogar de la Armonía en la ciudad de Santiago con el profesor Henry Disla. En ese entonces viajaba dos veces en una semana a Santo Domingo para tomar clases con el maestro Hipólito Javier Guerrero, años más tarde se convirtió en una alumna del maestro Caonex Peguero. A los seis años ya era miembro de la Orquesta Sinfónica Infantil.
A los 11 años debutó con la Orquesta Sinfónica Nacional, convirtiéndose en su intérprete solista más joven. El mismo año asistió a un simposio sobre el violín en la Juilliard School en Nueva York.
En 2002, después de un proceso de audición de dos años, ingresó a la escuela Yehudi Menuhin en Londres. Fue la primera latinoamericana en ser admitida en la escuela. Pasó todas las pruebas y obtuvo una beca del gobierno británico.
Actualmente Aisha reside en Londres y ha realizado 57 conciertos en Europa y República Dominicana.

### Otras actuaciones
En el 2001, actuó en el Teatro Nacional de Santo Domingo, República Dominicana.
En el 2007, compartió el escenario con Michel Camilo un músico dominicano de jazz en los Premios Casandra y compartió una escena con el pianista Jeremy Menuhin.
En el 2009, actuó en el Teatro Nacional de Santo Domingo para los Premios Casandra. En marzo de ese año, compartió el escenario en el Festival Eilat en Israel con artistas de música clásica como el violinista Julian Rachlin, Aleksey Igudesman, Pavel Vernikov y Boris Kushnir. Fue dirigida por el director y violinista Maxim Vengerov. Más tarde fue seleccionada por el compositor israelí Noam Sheriff para realizar el estreno mundial de su Concierto Vísperas de Canario, en el Festival Menuhin Gstaad en julio de 2009 en Gstaad, Suiza.
Como solista, ha actuado en festivales como Claygate, Shipley, Summer, Royal Tunbridge Wells International Music, Thaxted y Bath. Sus otras actuaciones incluyen recaudación de fondos en Europa en The Leatherhead Charities, Princess Trusts, Rainbow y Save the Children. También actuó en el Royal Festival Hall en un concierto llamado "Moving Young Minds". Actuó para el Cuerpo Diplomático en Londres, para la conmemoración de la Independencia de la República Dominicana en el Salón Bolívar.

## Premios
En enero de 2009, Syed ganó un concurso internacional en el que participaron tres mil jóvenes de 20 países. Ella ganó el Casandra 2009 como violinista internacional.